# Martin Kierszenbaum
Martin Kierszenbaum (San Diego, 1968. ? − ), Cherry Cherry Boom Boom művészneven is ismert; az angol "Cherry" (cseresznye) szó azt jelzi nevében, hogy a Kirschenbaum a "cherry tree" (cseresznyefa) szó német megfelelője) argentin származású amerikai zenei producer és dalszövegíró. Az Interscope Records lemezkiadó egyik legfőbb munkatársa, és az Interscope-hoz tartozó Cherrytree Records alapítója és elnöke.

## Élete
Nagyszülei Lengyelországból emigráltak Argentínába. Szülei PhD tanulmányokat folytattak az Amerikai Egyesült Államokban, amikor ő született. Fiatal éveit azonban javarészt ő is Argentínában töltötte. Apja munkája miatt élt és tanult Londonban is. Otthon spanyolul beszéltek, de mikor apja a Yale Egyetemen dolgozott akkor, tökéletesen elsajátította az amerikai angolt is.
Zeneszövegeket tízéves kora óta írt. Nővére hegedülni tanult, míg ő zongorázott. Középiskolás korától játszott zenekarokban is, de hamar rájött, hogy sokkal ügyesebb a háttérmunkában, a zene körüli szervezési teendőket kezdte el intézni. Emiatt egyetemi tanulmányait is abbahagyta a Michigan Egyetemen és elköltözött Kaliforniába, ahol a PolyGramnál és a Warner Brothersnél kezdett el dolgozni. Kezdetben nemzetközi cikkeket írt a sztárvilágról.
Dalszövegíróként, zenei producerként is megjelent, illetve A&R feladatokat végezett. Együtt dolgozott már többek között Lady Gagával és Stinggel is. Zeneszerzőként együtt dolgozott a t.A.T.u-val, Alexandra Burke-kel, és Colby O’Donis-szal is, illetve társ-zeneszerzőként részt vett Lady Gaga több számában is.
Művészneve, a Cherry Cherry Boom Boom, elhangzik  Lady Gaga Christmas Tree, Eh, Eh (Nothing Else I Can Say), és Starstruck című számaiban, illetve Colby O'Donis I Wanna Touch You-jában. Néhány Space Cowboy számban is történik rá utalás, például a Falling Down-ban és a Cinema Bizarre közreműködésével készült I Came 2 Party-ban.

## Családja
Nős, felesége Heather, akivel 1990-ben a munka révén ismerkedtek meg. Négy gyermekük van, mind tanultak zenét. A gyerekek közül az egyik fiú producer és lánya énekes-dalszerző.